# Frkuljevec Peršaveški
Frkuljevec Peršaveški es una localidad de Croacia en el municipio de Mače, condado de Krapina-Zagorje.

## Geografía
Se encuentra a una altitud de 221 m s. n. m. a 67,2 km de la capital nacional, Zagreb.

## Demografía
En el censo 2011, el total de población de la localidad fue de 54 habitantes.